# Arsamosata
Arsamosata (łac. Dioecesis Arsamosatenus) – stolica historycznej diecezji we Cesarstwie rzymskim w prowincji Mezopotamia I, sufragania metropolii Amida, współcześnie w Turcji. Obecnie katolickie biskupstwo tytularne. 

## Biskupi tytularni
| Lp. | Biskup                    | Funkcja                                        | Od               | Do               |
| --- | ------------------------- | ---------------------------------------------- | ---------------- | ---------------- |
| 1   | Etienne Katcho            | biskup pomocniczy patriarchatu Babilonu (Irak) | 22 lutego 1944   | 28 czerwca 1953  |
| 2   | Bernhard Gerhard Hilhorst | emerytowany biskup Morogoro (Tanzania)         | 12 grudnia 1953  | 11 sierpnia 1954 |
| 3   | Laurent Morin             | biskup pomocniczy Montrealu (Kanada)           | 8 września 1955  | 28 lutego 1959   |
| 4   | Thomas Manning            | biskup-prałat Coroico (Boliwia)                | 21 kwietnia 1959 | 30 grudnia 1977  |
| 5   | Robert Jarjis             | biskup pomocniczy Bagdadu (Irak)               | 22 grudnia 2018  | 11 września 2021 |